# Kolosvári Pál
Kolosvári Pál (Kolozsvár, 1684. november 24. – Kassa, 1731. április 25.) Jézus-társasági áldozópap, tanár, hitszónok.

## Életpályája
Kolozsvárt született unitárius szülőktől. II. Rákóczi Ferencnek volt titkára 1707-1708-ban. E minőségében a Moldvába száműzött gróf Mikes Mihályhoz küldetvén, útjában megfordult Demeter Márton, utóbb gyulafejérvári prépostnál, kinek rábeszélésére 1709-ben áttért a római katolikus vallásra. 1711. december 9-én jezsuitává lett. Miután a próbaévet kiállotta, a hittudományt hallgatta. Rövid életében különböző munkakörökben dolgozott. 1719 és 1720 között Ungváron grammatikát tanított, és iskolaigazgató volt. Onnan Kolozsvárra került, ahol három évig bölcseletet tanított és iskolaigazgató volt. Következő állomáshelyén, Nagyszombatban, szintén három évig bölcselettanárként működött. 1727-től haláláig vándormisszionárius volt. Számos könyvet írt különböző témákról: földrajzkönyvet, lelki olvasmányokat és több művet a magyarországi missziókról. Két testvérét is megnyerte a katolikus hitnek. Tehetségét az egyházi szónoklatnak szentelte, mely minőségben Erdélyben és Magyarországban négy évig működött. Utolsó napjait Kassán töltötte, ott is halt meg.

## Munkái
1. Geographia nova veterum locorum, regnorumque nominibus, et historica synopsi aucta, et honoribus ... comitis Joannis Caspari Eszterházy de Galantha ... oblata a condiscipulis physicis anno 1724. Tyrnaviae.
2. Decus Europae. Seu domus Ursina, origine, getis & cognatione principum illustris poetica narratione descripta. Occasione annuae recordationis electi in pontificem maximum 29. Maji an. 1724. S. S. Dni nostri Benedicti XIII. antea Vincentii, Mariae, S. R. E. cardinalis Ursini, ducis de Gravina dicti. Honori dnorum neo-baccalaureorum, dum in universitate Tyrnaviensi prima aa. ll. & philosoph. laurea condecorarentur, Promotore... Ab illustr. humanitate Tyrnaviensi dedicata anno 1725. Uo.
3. Ars semper gaudendi ad veram animi quietem ex divinae providentiae consideratione comporandam. Uo. 1726. (Sarasa jezsuita munkájának utánnyomása.)
4. Caria judicum... Promotore ... Ugyanott, 1726.
5. Hazát kősziklán építő bölcs ember. Az az néhai méltóságos és nagyságos Hallerkői Haller György urnak ... a Seraphikus sz. Ferencz szerzetbéli tiszt. lelki atyák Deési templomában 1730. eszt. Boldog Asszony havának 26. napján, ezen mélt. úr testének tisztes temetésekor summásan mondott halotti dicséret. Kolozsvár.
6. Keresztény oktatások, mellyeket summában foglalt... Ezeket irom. hogy tudgyad mint kellyen néked forgolódnod az Isten házában, mely az élő Isten anyaszentegyháza, az igazság oszlopa, és erős támasza. Uo. 1744. (2. kiadás; 5. kiadás. Uo. 1772.)
7. Missiók könyvecskéje. Uo. 1749. (Többször nyomatott Nagyszombatban, Kassán és Budán.)
8. A fő jóságoknak indulatiról való oktatás. Nagyszombat, 1749.
9. Menybe vezető ut. Kassa, 1751. (Második kiadás.)
10. Istructio de actibus virtutum theologicarum. Tyrnaviae, 1752. (Utánnyomás.)